# Borg
Borg je izmišljena vrsta kiborga iz serijala filmova i TV serijala Zvezdane staze. Prvi put se spominje u TV seriji Zvezdane staze: Sledeća generacija (1987–1994).

## Odlike vrste
Najvažnija karakteristika Borga je neumorna potraga za savršenstvom, što postiže asimilacijom drugih vrsta. Borg poseduje kolektivnu svest koja omogućava brzo prilagođavanje svakoj situaciji kao i sposobnost nastavka funkcionisanja i nakon prividno razornih napada.
Borg se prikazuje kao spoj kibernetički usavršenih radilica humanoida različitih vrsta, organizovanih u međusobno povezani kolektiv sa zajedničkim umom i svešću, koji nastanjuje ogromne predele svemira i poseduje mnoge planete, brodove i naprednu tehnologiju. Streme jedinstvenom cilju: u potrazi su za savršenstvom, dodaju biološke i tehnološke različitosti drugih vrsta u svoje vlastito biće. To postižu prisilnom asimilacijom, što je proces u kom se pojedinci zajedno sa svojom tehnologijom i svešću priključuju Borgu, koji ih pritom poboljšava dodavanjem kibernetičkih komponenti.

## Pojavljivanje u serijalu
Prvi ih je sreo kapetan Žan-Luk Pikard na nagovor Q-a, i tada je malo toga bilo poznato o Borgu. Pri nailasku na druge vrste ne pokazuju želju za pregovorima, nego samo za asimilacijom. Takođe, pokazuju naglu prilagodljivost svakoj situaciji ili pretnji, pri čemu se obračuni s drugim vrstama karakterišu imperativima koji odražavaju „otpor je uzaludan”. Vremenom Borg postaje jedna od najvećih pretnji Zvezdanoj floti i Federaciji. Isprva prikazivani kao homogena i anonimna celina, kasnije je ubačen koncept Kraljice i središnje kontrole, a ponekad koriste i glasnogovornike koji u ime Borga deluju kao pregovarači u složenijim razvojima.
U serijalu Zvezdane staze, pokušaji odupiranja Borgu postali su jednom od glavnih tema, s mnogim primerima uspešnog otpora kolektivu, bilo od postojećih ili bivših radilica, meta prisilne asimilacije pri čemu je barem jedna vrsta pokazivala superiornost u odnosu na Borg. U seriji se takođe pokazalo da je moguće preživeti asimilaciju (Picard), kao i da radilice mogu pobeći kolektivu (Sedma od Devet) i ponovo postati pojedinci, ili delovati u društvu bez prisilnog asimiliranja drugih pojedinaca. Poznata je fraza "We are the Borg. Lower your shields. Your biological and technological distinctivness will be added to our own. Resistance if futile! You will be assimilated!", što u prevodu na srpski znači: "Mi smo Borg. Spustite svoje štitove. Vaše biološke i tehnološke posebnosti biće pridodane našima. Otpor je uzaludan! Bićete asimilirani!"